# Ackermann-Teubner-Gedächtnispreis
Der Alfred Ackermann-Teubner-Gedächtnispreis zur Förderung der Mathematischen Wissenschaften wurde im Jahr 1912 von dem Ingenieur und Verleger Alfred Ackermann-Teubner (1857–1941) bei der Universität Leipzig gestiftet. Der erste Preis wurde im Jahr 1914 vergeben. Die Themen des Preises umfassen:
- Geschichte, Philosophie, Unterricht
- Mathematik, insbesondere Arithmetik und Algebra
- Mechanik
- Mathematische Physik
- Mathematik, insbesondere Analyse
- Astronomie und Theorie der Fehler
- Mathematik, insbesondere Geometrie
- Angewandte Mathematik, insbesondere der Geodäsie und Geophysik

## Preisträger
| Jahr | Preisträger          | Begründung für die Preisvergabe                                             | Bild                                    |
| ---- | -------------------- | --------------------------------------------------------------------------- | --------------------------------------- |
| 1914 | Felix Klein          |                                                                             | Felix Klein                             |
| 1916 | Ernst Zermelo        |                                                                             | Ernst Zermelo                           |
| 1918 | Ludwig Prandtl       |                                                                             | Porträtaufnahme von Ludwig Prandtl 1937 |
| 1920 | Gustav Mie           |                                                                             | Gustav Mie                              |
| 1922 | Paul Koebe           |                                                                             | Paul Koebe                              |
| 1924 | Arnold Kohlschütter  |                                                                             | Arnold Kohlschütter                     |
| 1926 | Wilhelm Blaschke     |                                                                             | Wilhelm Blaschke                        |
| 1928 | Albert Defant        | Für sein Werk „Das Gezeitenproblem des Meeres in Landesnähe, Hamburg 1925“. |                                         |
| 1930 | Johannes Tropfke     |                                                                             | Johannes Tropfke                        |
| 1932 | Emmy Noether         |                                                                             | Emmy Noether                            |
| 1932 | Emil Artin           |                                                                             | Emil Artin                              |
| 1934 | Erich Trefftz        |                                                                             | Erich Trefftz                           |
| 1937 | Pascual Jordan       |                                                                             | Pascual Jordan                          |
| 1938 | Erich Hecke          |                                                                             | Erich Hecke                             |
| 1941 | Paul ten Bruggencate | Für seine Arbeiten zur Erforschung der Fixsternatmosphäre                   |                                         |